# Albrecht Heinrich Matthias Kochen
Albrecht Heinrich Matthias Kochen (auch nur Albrecht Kochen; * 25. März 1776 in Kiel; † 21. Juni 1847 in Flensburg) war ein deutscher evangelischer Theologe und Geistlicher.

## Leben
Kochen erhielt seine Schulbildung ab 1792 auf der Fürstenschule in Pforta. Dort blieb er bis 1796. Von 1797 bis 1800 studierte er zunächst Rechtswissenschaft, dann Theologie an den Universitäten von Kiel, Leipzig und Jena. In Jena wurde er 1799 mit der Dissertation Annotationes in Joan. Boanergis testamentum zum Dr. phil. promoviert. 1801 habilitierte er sich an der Kieler Universität und lehrte kurzzeitig als Privatdozent Philosophie, legte noch im selben Jahr das erste theologische Examen ab und wurde Hauslehrer in Altona.
Kochen trat 1802 in die Laufbahn als Geistlicher ein. 1802 wurde er Diakon an der Stadtkirche Glückstadt und 1806 Hauptpastor an der St.-Bartholomäus-Kirche in Wilster. 1816 folgte er einem Ruf als Hauptpastor an die St.-Petri-Kirche in Kopenhagen. 1817 erfolgte aufgrund der Dissertation De finibus extemporalis dicendi facultatis quatenus e certis principiis rationis et eloquentiae iisdem superstructae constitui queant an der Kieler Hochschule seine Promotion zum Dr. theol.
Kochen folgte 1824 er einem Ruf nach Eutin. Dort wurde er als Superintendent leitender Geistlicher der Evangelischen Kirche, Hauptpastor an der St.-Michaelis-Kirche, lübeckischer Konsistorialrat und großherzoglich oldenburgischer Hofprediger. 1839 wurde er auf eigenes Ansuchen in den Ruhestand versetzt. Er verbrachte seinen Ruhestand in Plön und Flensburg.

## Werke (Auswahl)
- Versuch zu einer neuen Theorie der Religionsphilosophie, Germanien 1797 (anonym).
- Die Spinne und Der Werth. In: Friedrich Schiller (Hrsg.): Musen-Almanach für das Jahr 1799, Cotta, Tübingen 1799, S. 173, 236.
- Archiv für moralische und religiöse Bildung des weiblichen Geschlechts, 3 Bände, Jena 1800.
- Luther’s kleinen Katechismus, Kopenhagen 1817.
- De finibus extemporalis dicendi facultatis quatenus e certis principiis rationis et eloquentiae iisdem superstructae constitui queant, Kopenhagen 1820.